# Évellys
Évellys es una comuna nueva francesa situada en el departamento de Morbihan, de la región de Bretaña.

## Historia
Fue creada el 1 de enero de 2016, en aplicación de una resolución del prefecto de Morbihan de 21 de diciembre de 2015 con la unión de las comunas de Moustoir-Remungol, Naizin y Remungol, pasando a estar el ayuntamiento en la antigua comuna de Naizin.

## Demografía
| Gráfica de evolución demográfica de Évellys entre 1800 y 2013 |
|                                                               |

Los datos entre 1800 y 2013 son el resultado de sumar los parciales de las tres comunas que forman la nueva comuna de Évellys, cuyos datos se han cogido de 1800 a 1999, para las comunas de Moustoir-Remungol, Naizin y Remungol de la página francesa EHESS/Cassini. Los demás datos se han cogido de la página del INSEE.

## Composición
| Comuna delegada   | Código INSEE | Población (2013) | Superficie (km²) | Densidad (hab./km²) |
| ----------------- | ------------ | ---------------- | ---------------- | ------------------- |
| Moustoir-Remungol | 56142        | 671              | 12.42            | 54                  |
| Naizin            | 56144        | 1790             | 40.99            | 44                  |
| Remungol          | 56192        | 955              | 26.93            | 35                  |